# Салазки (техника)
Салазки — деталь металлорежущего станка или другой машины (изделия), предназначенная для перемещения инструмента, изделия или узла машины в двух (чаще всего взаимно перпендикулярных) направлениях и обычно имеющая две системы направляющих.
Различают продольные, поперечные и поворотные салазки. Сечение салазок станков средних размеров сплошное, тяжёлых станков — коробчатое.
Салазки являются одной из составных частей консольно-фрезерного станка. Они монтированы на подвижной консоли, и, в свою очередь, могут двигаться в поперечном по отношению к консоли направлении, что обеспечивает удобство обработки детали прикреплённой к неподвижному столу фрезой. Салазки используются также в конструкции фрезерного станка с крестовым столом.
Салазками называются также неподвижные металлические балки, по которым в процессе эксплуатации передвигаются узлы машины, например электродвигатели.
В кораблестроении существуют Салазки спусковые — специальные деревянные салазки, куда перед спуском на воду передается вся тяжесть судна, лежавшего до тех пор на блоках.